# Premiul austriac de stat pentru literatură europeană
Premiul de stat austriac pentru literatură europeană este un premiu internațional acordat de Republica Austria. Acest premiu a fost acordat prima dată de către ministerul de Educație sub numele de premiul Nikolaus Lenau și poartă numele lui din 1965. Acesta este acordat în fiecare an unui scriitor european. În 1969, 1979 și 1985, nu a fost acordat niciunui scriitor. Recompensa este în prezent de 25.000 de euro.

## Câștigătorii
| An   | Scriitor             | Țara            |
| ---- | -------------------- | --------------- |
| 1965 | Zbigniew Herbert     | Polonia         |
| 1966 | W. H. Auden          | Marea Britanie  |
| 1967 | Vasko Popa           | Iugoslavia      |
| 1968 | Václav Havel         | Cehoslovacia    |
| 1969 | nu a fost acordat    |                 |
| 1970 | Sławomir Mrożek      | Polonia         |
| 1971 | Eugène Ionesco       | România         |
| 1972 | Peter Huchel         | Germania de Est |
| 1973 | Harold Pinter        | Marea Britanie  |
| 1974 | Sándor Weöres        | Ungaria         |
| 1975 | Pavel Kohout         | Cehoslovacia    |
| 1976 | Italo Calvino        | Italia          |
| 1977 | Fulvio Tomizza       | Italia          |
| 1978 | Simone de Beauvoir   | Franța          |
| 1979 | nu a fost acordat    |                 |
| 1980 | Sarah Kirsch         | Germania de Est |
| 1981 | Doris Lessing        | Marea Britanie  |
| 1982 | Tadeusz Różewicz     | Polonia         |
| 1983 | Friedrich Dürrenmatt | Elveția         |
| 1984 | Christa Wolf         | Germania de Est |
| 1985 | nu a fost acordat    |                 |
| 1986 | Stanisław Lem        | Polonia         |
| 1987 | Milan Kundera        | Cehoslovacia    |
| 1988 | Andrzej Szczypiorski | Polonia         |
| 1989 | Marguerite Duras     | Franța          |
| 1990 | Helmut Heissenbüttel | Germania        |
| 1991 | Péter Nádas          | Ungaria         |
| 1992 | Salman Rushdie       | Elveția         |
| 1993 | Cinghiz Aitmatov     | Kârgâzstan      |
| 1994 | Inger Christensen    | Danemarca       |
| 1995 | Ilse Aichinger       | Austria         |
| 1996 | Aleksandar Tišma     | Serbia          |
| 1997 | Jürg Laederach       | Elveția         |
| 1998 | Antonio Tabucchi     | Italia          |
| 1999 | Dubravka Ugrešić     | Croația         |
| 2000 | António Lobo Antunes | Portugalia      |
| 2001 | Umberto Eco          | Italia          |
| 2002 | Christoph Hein       | Germania        |
| 2003 | Cees Nooteboom       | Olanda          |
| 2004 | Julian Barnes        | Marea Britanie  |
| 2005 | Claudio Magris       | Italia          |
| 2006 | Jorge Semprún        | Spania          |
| 2007 | A. L. Kennedy        | Marea Britanie  |
| 2008 | Agota Kristof        | Ungaria         |
| 2009 | Per Olov Enquist     | Suedia          |
| 2010 | Paul Nizon           | Elveția         |
| 2011 | Javier Marías        | Spania          |
| 2012 | Patrick Modiano      | Franța          |
| 2013 | John Banville        | Irlanda         |
| 2014 | Lyudmila Ulitskaya   | Rusia           |
| 2015 | Mircea Cărtărescu    | România         |
| 2016 | Andrzej Stasiuk      | Polonia         |
| 2017 | Karl Ove Knausgård   | Norvegia        |
| 2018 | Zadie Smith          | Marea Britanie  |
| 2019 | Michel Houellebecq   | Franța          |
| 2020 | Drago Jancar         | Slovenia        |
| 2021 | László Krasznahorkai | Ungaria         |